# Martial Mbandjock
Martial Mbandjock (Roubaix, 14 ottobre 1985) è un velocista francese.
In carriera è stato campione europeo della staffetta 4×100 metri agli Europei di Barcellona 2010.

## Biografia
Nel 2007 a Debrecen durante i Campionati europei under 23 vince la medaglia di bronzo sui 100 m piani, stabilendo con 10"16 il 9º tempo europeo dell'anno. Nel corso dello stesso anno, con la staffetta 4×100 m francese, ottiene il tempo di 37"40 e il secondo posto in Coppa Europa a Monaco di Baviera.
Prende parte ai Mondiali di Osaka, venendo eliminato nei quarti di finale dei 100 m, e l'anno dopo ai Giochi olimpici di Pechino correndo come secondo frazionista la staffetta 4×100 m, eliminata in semifinale, e gareggiando sui 100 m piani, anche in questo caso fermandosi in semifinale. Sempre nei 100 m conquista la medaglia d'oro ai Giochi del Mediterraneo svoltisi a Pescara nel 2009.
Il 29 luglio 2010 conquista la medaglia di bronzo nella finale dei 100 m piani agli Europei di Barcellona, sopravanzato dal connazionale Christophe Lemaitre e dal britannico Mark Lewis-Francis. Due giorni dopo concede il bis conquistando una nuova medaglia di bronzo, questa volta sui 200 m, in una gara vinta nuovamente da Lemaitre. Infine, durante l'ultima giornata della rassegna continentale, conquista l'oro nella 4×100 m con il tempo di 38"11, insieme ai connazionali Jimmy Vicaut, Pierre-Alexis Pessonneaux e Christophe Lemaitre.

## Palmarès
| Anno | Manifestazione          | Sede       | Evento      | Risultato        | Prestazione | Note                          |
| ---- | ----------------------- | ---------- | ----------- | ---------------- | ----------- | ----------------------------- |
| 2004 | Mondiali juniores       | Grosseto   | 200 m piani | Semifinale       | 21"28       |                               |
| 2004 | Mondiali juniores       | Grosseto   | 4×100 m     | Batteria         | dnf         |                               |
| 2007 | Europei under 23        | Debrecen   | 100 m piani | Bronzo           | 10"27       |                               |
| 2007 | Mondiali                | Osaka      | 100 m piani | Quarti di finale | 10"39       |                               |
| 2008 | Mondiali indoor         | Valencia   | 60 m piani  | Semifinale       | 6"65        | Miglior prestazione personale |
| 2008 | Giochi olimpici         | Pechino    | 100 m piani | Semifinale       | 10"18       |                               |
| 2008 | Giochi olimpici         | Pechino    | 4×100 m     | Batteria         | 39"53       |                               |
| 2009 | Giochi del Mediterraneo | Pescara    | 100 m piani | Oro              | 10"15       |                               |
| 2009 | Mondiali                | Berlino    | 100 m piani | Semifinale       | 10"18       |                               |
| 2009 | Mondiali                | Berlino    | 200 m piani | Semifinale       | 20"43       | Miglior prestazione personale |
| 2009 | Mondiali                | Berlino    | 4×100 m     | 8º               | 39"21       |                               |
| 2010 | Europei                 | Barcellona | 100 m piani | Bronzo           | 10"18       |                               |
| 2010 | Europei                 | Barcellona | 200 m piani | Bronzo           | 20"42       |                               |
| 2010 | Europei                 | Barcellona | 4×100 m     | Oro              | 38"11       |                               |
| 2011 | Europei indoor          | Parigi     | 60 m piani  | 5º               | 6"61        | =                             |

## Altre competizioni internazionali
2007
- Coppa Europa di atletica leggera ( Monaco di Baviera)

2009
- 4º agli Europei a squadre ( Leiria), 100 m piani - 10"27
- Bronzo agli Europei a squadre ( Leiria), 200 m piani - 20"67

2010
- Oro agli Europei a squadre ( Bergen), 200 m piani - 20"55